# 恋愛番長
『恋愛番長 命短し、恋せよ乙女！Love is Power』（れんあいばんちょう いのちみじかし こいせよおとめ ラブイズパワー）は、アイディアファクトリー（オトメイト、Rejet）より2010年11月11日に発売されたPlayStation Portable用ソフト。2012年1月26日には、続編の『恋愛番長2 MidnightLesson!!!』（れんあいばんちょう２ ミッドナイトレッスン）が発売された。
エンターブレインのネットＴＶ、「ビーズログTV恋愛番長」をもとにしたゲームである。そのため担当声優のイメージや、外見をモチーフにデザインされているキャラクターも多い。ゲーム内で声優ネタが登場することもある。
『恋愛番長 命短し、恋せよ乙女！Love is Power』と『恋愛番長2 MidnightLesson!!!』では攻略対象のキャラクターが異なっており、非攻略キャラクターがライバル番長として登場する。
マルチエンディング仕様で、キャラクターごとに三種類のエンディング（ノーマル、ドリーム、パーフェクト）が用意されている。
ゲーム内のセリフすべてが縦文字で、漫画の吹き出しのようになっている。

## システムの違い
恋愛番長2は以下の機能が追加、改善されている。
- 目パチ、口パクの追加。
- システムデータのオートセーブ、オートロード、スクリーンショットの追加。
- データインストール機能であらかじめローディング時間を短縮することができる。

## 登場人物
主人公※名前設定制
声 - なし
恋愛番長と恋愛番長2、それぞれ別の主人公である。
また、キャラクター選択によって主人公の性格も異なる。

恋愛番長
声 - 森久保祥太郎
恋愛番長での攻略キャラクター。恋愛番長2にも登場。

ヤス
声 - 寺島拓篤
恋愛番長での攻略キャラクター。恋愛番長2にも登場。

さわやか番長
声 - KENN
恋愛番長での攻略キャラクター。恋愛番長2にも登場。

セクシー番長
声 - 鳥海浩輔
恋愛番長での攻略キャラクター。恋愛番長2にも登場。

プリティー番長
声 - 梶裕貴
恋愛番長での攻略キャラクター。恋愛番長2にも登場。

ツンデレ番長
声 - 中村悠一
恋愛番長での攻略キャラクター。恋愛番長2には登場していない。

ミステリアス番長
声 - 小野大輔
恋愛番長での攻略キャラクター。恋愛番長2には登場していない。

ホスト番長
声 - 森川智之
恋愛番長2での攻略キャラクター。恋愛番長には登場していない。
No.1ホスト。

ヤンキー番長
声 - 吉野裕行
恋愛番長2での攻略キャラクター。恋愛番長には登場していない。

風紀番長
声 - 入野自由
恋愛番長2での攻略キャラクター。恋愛番長にも登場。

データ番長
声 - 木村良平
恋愛番長2での攻略キャラクター。恋愛番長にも登場。

ドＳ番長
声 - 鈴木達央
恋愛番長2での攻略キャラクター。恋愛番長にも登場。

癒し番長
声 - 鈴木千尋
恋愛番長2での攻略キャラクター。恋愛番長にも登場。

オトメ番長
声 - 鈴木裕斗
恋愛番長2での攻略キャラクター。恋愛番長にも登場。

小悪魔番長
声 - 柿原徹也
恋愛番長2での攻略キャラクター。恋愛番長にも登場。

ギリギリ番長
声 - 諏訪部順一
恋愛番長2での非攻略キャラクター

ちょいエロ番長
声 - 松風雅也
恋愛番長2での非攻略キャラクター

ボブ
声 - なし
無口なヤスのマブダチ。伝えたいことはヤスが通訳する。

キャサリン
声 - 山本希望
恋のキューピッド（？）。

## 主題歌
恋愛番長 命短し、恋せよ乙女!Love is Power
- OP「LOVE☆Monster a GO!GO!」
  - 歌 - Bancho feat.YASU（森久保祥太郎＆寺島拓篤）
  - 作詞 - 岩崎大介
  - 作曲 - MIKOTO
  - 編曲 - 浜崎裕司
- ED「You're the one」
  - Performance - Ryosuke(MIKOTO)
  - 作詞 - 岩崎大介
  - 作曲 - 岩井雄太

恋愛番長2 MidnightLesson!!!
- OP「月光伝説（Moonlight Scandal）」
  - 歌 - Bancho feat.YASU（森久保祥太郎＆寺島拓篤）
  - 作詞 - 岩崎大介
  - 作曲・編曲  - 小野貴光
- ED「NewColor」
  - 歌 - Bancho feat.YASU（森久保祥太郎＆寺島拓篤）
  - 作詞 - 岩崎大介
  - 作曲 - 石塚玲依
  - 編曲 - 根岸貴幸

## 関連書籍
- 恋愛番長 1 (B's-LOG COMICS) 著：三雲アズ
- 恋愛番長 命短し、恋せよ乙女! Love is Power アンソロジー (B's-LOG COMICS)
- 恋愛番長 2 (B's-LOG COMICS)  著：三雲アズ
- 恋愛番長 命短し、恋せよ乙女! Love is Power 公式ビジュアルファンブック (B's-LOG COLLECTION)
- ドリー夢Say★Youコレクション 恋愛番長編 森久保祥太郎・寺島拓篤 (B's-LOG COMICS)（ドラマCD付き)）
- 恋愛番長 Step Up Love Lesson!!! (B's-LOG COMICS)　著：九尾かや

## CD
2010年
- Bancho feat..YASU（森久保祥太郎&寺島拓篤）/『LOVE★Monster a GO!GO!』+α（サウンドトラック）

2012年
- 恋愛番長２ MidnightLesson!!! ドラマＣＤ Sweet Sweet Birthday!!!
- 恋愛番長2 MidnightLesson!!!　オリジナルサウンドトラック ～月光伝説～